# Vidnava
Vidnava är en stad i Tjeckien.   Den ligger i regionen Olomouc, i den östra delen av landet, 200 km öster om huvudstaden Prag. Vidnava ligger 233 meter över havet och antalet invånare är 1 425.
Terrängen runt Vidnava är huvudsakligen platt, men söderut är den kuperad.Runt Vidnava är det ganska tätbefolkat, med 149 invånare per kvadratkilometer. Närmaste större samhälle är Jeseník, 15,9 km söder om Vidnava. Trakten runt Vidnava består till största delen av jordbruksmark.